# オクシュンテース
オクシュンテース（古希: Οξύντης, Oxyntēs）は、ギリシア神話の人物である。長音を省略してオクシュンテスとも表記される。アテーナイの王デーモポーンの息子で、テーセウスの孫にあたる。アペイダース、テューモイテースの父。息子たちはそれぞれアテーナイの王位を継いだ。ただし庶子であったテューモイテースは兄アペイダースを殺し、王権を簒奪した。